# Eleusínion
L'Eleusínion (en grec antic Ελευσινίων) és un temple situat a la part sud de l'Acròpoli d'Atenes relacionat amb els cultes eleusinis a Demèter, deessa de l'agricultura i a Persèfone.
En aquest temple, les processons que anaven d'Eleusis fins a Atenes hi dipositaven les relíquies sagrades, per després tornar-se-les a endur en processó cap a les altres celebracions o misteris d'aquest ritu. El temple va tenir un paper també molt important durant el festival de les Panatenees.
El temple es va fer per encàrrec de Pèricles i el va iniciar l'arquitecte Corebos. La planta del santuari era quadrada, amb diverses fileres de columnes i el sostre s'aixecava en forma de llanternó. Les excavacions efectuades han permès d'establir-ne la forma.